# Frank Stranahan
Frank Stranahan (* 21. August 1864 in Vienna, Ohio; † 23. Juni 1929 in Fort Lauderdale, Florida) war ein US-amerikanischer Kaufmann, Bankier und Großgrundbesitzer. Er gilt als Begründer der Stadt Fort Lauderdale.

## Leben
Stranahan verlebte Kindheit und Jugend in Ohio. Als junger Mann arbeitete er in einer Stahlhütte in Youngstown (ebenfalls Ohio). Im Alter von 27 Jahren kam er 1893 in die Gegend des heutigen Fort Lauderdale. Er war zunächst als Fährmann am Tarpon River (Teilstück des New Rivers) tätig. Da er schnell Kontakte mit den einheimischen Seminolen-Indianern knüpfte und deren Vertrauen gewann, konnte er hier bald auch eine Handelsstation einrichten. Er vergütete die Indianer für die angelieferten Produkte fair und verkaufte ihnen keinen Alkohol. Ab 1894 erwarb er umfangreichen Grundbesitz. 1901 errichtete er ein zweigeschossiges Handelsgebäude, das heutige Stranahan House, in dem er auch eine kleine Bank betrieb. 1906 baute er ein größeres Gebäude für sein wachsendes Geschäft. Um dieses etwas weiter westlich gelegene Gebäude wuchs eine Ortschaft, die später zu Fort Lauderdale (1911 gegründet) wurde. Bis Mitte der 1920er Jahre war Stranahan ein wohlhabender Grund- und Immobilienbesitzer. Nach einem Immobilienkollaps in Florida und wetterbedingten Geschäftsverlusten im Jahr 1926 verlor Stranahan sein Vermögen und nahm sich 1929 das Leben.

## Ivy Stranahan
Bereits 1899 war der Handelsposten groß genug, um eine Lehrerin, Ivy Julia Cromartie (* 1881), zugeteilt zu bekommen. Stranahan heiratete sie im Jahr 1900. Nach der Hochzeit begann sie, die von der öffentlichen Schulbildung ausgeschlossenen Seminolenkinder im Stranahan-Handelshaus zu unterrichten. Das Ehepaar blieb kinderlos; Ivy Stranahan war ihr Leben lang vielfältig sozial engagiert und starb 1971. Beide wurden auf dem Evergreen-Friedhof in Fort Lauderdale beigesetzt.